# Gametogenese
Gametogenese is vorming (genesis) van mannelijke en vrouwelijke gameten (geslachtelijke voortplantingscellen).
Gameten zijn (per definitie) haploïde en worden gevormd door meiose of door mitose:
- meiose (reductiedeling) bij diploïde organismen.
- mitose (gewone celdeling) bij haploïde organismen.

Gametogenese is het proces dat bij veel organismen (zoals dieren, algen, schimmels) in de gonaden of in de gametangiën en bij de zaadplanten voor vorming van stuifmeel en eicellen zorgt voor spermatogenese of oögenese:
- spermatogenese is de vorming van zaadcellen,
- oögenese of ovogenese is de vorming van eicellen.

Bevruchting is het versmelten van de kernen van een mannelijke en van een vrouwelijke gameet. Daarbij ontstaat een diploïde zygote.
In-vitrogametogenese (IVG) is het samenstellen van gameten uit stamcellen. Deze techniek is bij muizen succesvol toegepast.